# Грабовка (Дубровский район)
Грабовка — бывшая деревня Дубровского района Брянской области.

## История
Располагалась на реке Лутенке в 6 км юго-западнее посёлка Серпеевский. Упоминается с середины XIX века как сельцо, владение Глотовых, Гуровых и др. Входила в приход села Нижеровки. С 1861 по 1924 в Алешинской волости Брянского уезда, позднее в Дубровской волости, с 1929 года — в Дубровском районе.
С 1920-х годов входила в Серпеевский сельсовет, а при его временном упразднении (1959—1969) — в Алешенский сельсовет. В середине XX века входила в колхоз им. Молотова.
Максимальное население деревни составляло 385 жителей (1926). С 1990-х годов без населения; исключена из учётных данных в 2001 году.